# Цизендорф
Цизендорф (нем. Ziesendorf) — община в Германии, ганзейский город, расположен в земле Мекленбург-Передняя Померания.
Входит в состав района Бад-Доберан. Подчиняется управлению Варнов-Вест.  Население составляет 1395 человек (на 31 декабря 2010 года). Занимает площадь 26,42 км².